# Macropeza longipes
Macropeza longipes är en tvåvingeart som först beskrevs av Seguy 1931.  Macropeza longipes ingår i släktet Macropeza och familjen svidknott.
Artens utbredningsområde är Moçambique. Inga underarter finns listade i Catalogue of Life.